# ديكتا بويلكي

هاوبتمان (القبطان) أوزوالد بويلك ، مؤلف كتاب ديكتا بويلك

ديكتا بويلكي هي قائمة بالمناورات الجوية الأساسية للقتال الجوي التي صاغها بطل الطيران الألماني في الحرب العالمية الأولى أوزوالد بويلكي. مجهزً بواحدة من أولى الطائرات المقاتلة، وأصبح بطل الطيران الألماني الأول خلال عامي 1915 و 1916. وبسبب نجاحه في القتال الجوي والعقل التحليلي، كلفه العقيد هيرمان فون دير ليث-تومسن بكتابة كتيب عن التكتيكات الجوية. وتم الانتهاء منه في يونيو 1916، وتم توزيعه في جميع أنحاء الخدمة الجوية للجيش الألماني (Die Fliegertruppen des Deutschen Reiches، قبل عامين تقريبًا من اتباع الجيشين الفرنسي والبريطاني حذوهما بأدلة تكتيكية خاصة بهما. وأصبحت الأدلة التكتيكية القتالية الجوية المستندة إلى ديكتا بويلك أكثر تفصيلاً بمرور الوقت، وأصبحت الدعامة الأساسية لتدريب الناتو على القتال الجوي للطيارين المقاتلين الأمريكيين والألمانيين والهولنديين والنرويجيين والتركيين والإيطاليين واليونانيين.

## المؤلف
كان اوسوالد بويلك من أوائل المحاربين الفعالين بطائرة كواحد من الطيارين الألمان الأصليين الناجحين في القتال الجوي. وفي خلال منتصف مايو 1915، بدأ في قيادة إحدى الطائرات المقاتلة الأصلية المجهزة بمسدس متزامن. وعندما بدأ في إسقاط الطائرات الفرنسية والبريطانية المتعارضة، أصبح أحد أوائل المقاتلين الألمان. وغالبًا ما كان يطير مع ماك إيميلمان، واكتسب بويلك خبرة في عالم القتال الجوي الجديد حيث اكتشف فائدة وجود طيار مساعد، وحشد الطائرات المقاتلة لزيادة القوة القتالية، والطيران بتشكيلات حره تسمح للطيارين الفرديين بالاستقلال التكتيكي. وبناءً على تجاربه القتالية الناجحة، استخدم تدريبه كجندي محترف وسلطاته كمفكر تحليلي لتصميم تكتيكات لاستخدام الطائرات في المعركة. 
وخلال هذه الفترة من الحرب الجوية الرائدة، يمكن تلخيص الجهد الجوي لسلاح الطيران الملكي البريطاني بـ «مهاجمة كل شيء». وركزت القوات المسلحة الفرنسية جهودها على بناء قوتها القاذفة. وحاول بويلك أن يثير اهتمام إميلمان في ابتكار عقيدة تكتيكية للمقاتلين، ولكن دون جدوى. وفي منتصف عام 1916، قام بويلك بتدوين تكتيكاته في ديكتا بويلك، والذي كان أول دليل تكتيكي في العالم للقوات الجوية. 
وخلال أوائل عام 1916، كتب بويلك كتيبًا بعنوان «خبرات القتال الجوي»، يقدم فيه نصائح لمهاجمة أي من الأنواع الثلاثة للطائرات المعارضة. ولم يكن هذا فريدًا لانهُ كان هناك عدد قليل من المنشورات ولكن في الحرب يشاركون مثل هذه النصائح القتالية مع بعضهم البعض على المستوى الشخصي. 
وبعد وفاة إميلمان، تم سحب بويلك من القتال في 27 يونيو 1916، عندما كان قائد الحرب، وتم تعيينه في مقر قيادة القوات الجوية في فليجيرتروب. وكانت إعادة تكليفه متماشية مع العقيدة العسكرية الألمانية Auftragstaktik ، أو تكتيكات الأمر: الاعتقاد بأن الضابط الأصغر في ساحة المعركة المفترض ان يعرف أفضل التكتيكات اللازمة هناك. وكجزء من واجبات موظفيه في تجديد فليجيرتروب إلى Luftstreitkräfte (السلاح الجوي) في أوائل أكتوبر 1916، كتب ديكتا بويلك، والتي تم توزيعها بعد ذلك في جميع أنحاء Luftstreitkräfte كأول دليل تكتيكي في العالم. وكان ذلك قبل عامين من أن يحذو البريطانيون والفرنسيون حذوهما في عام 1918.  مدفوعًا بمثال الديكتا، طور العديد من القوات الجوية العسكرية في العالم كتيباتهم التكتيكية الخاصة، والتي تم تصنيفها على أنها تكتيكات وتقنيات وإجراءات. 

## ديكتا بويلك
وفقًا لكاتب سيرة بويلك الأول، البروفيسور يوهانس فون فيرنر، تم كتابة الأقوال الثمانية للعقيد هيرمان فون دير ليث-تومسن. 
1. حاول تأمين الفوائد في المعركة قبل الهجوم. إذا كان ذلك ممكنا، حافظ على الشمس خلفك.
2. عندما تبدأ الهجوم قم دائما بالمضي قدما.
3. أطلق النار فقط من مسافة قريبة، وفقط عندما يكون خصمك بين ناظيريك بشكل صحيح.
4. راقب خصمك دائما، ولا تدع نفسك تنخدع بالحيل.
5. في أي شكل من أشكال الهجوم، من الضروري مهاجمة عدوك من الخلف.
6. إذا كان خصمك يغوص عليك، فلا تحاول الهرب من هجومه، بل طير نحوه.
7. عندما تتجاوز خطوط العدو لا تنسى أبدا خط التراجع الخاص بك.
8. بالنسبة لـستافيل (السرب): مبدأ الهجوم هو من مجموعات من أربعة أو ستة. وعندما تنقسم المعركة إلى سلسلة من المعارك الفردية، احرص على ألا يذهب العديد منكم لنفس الخصم.

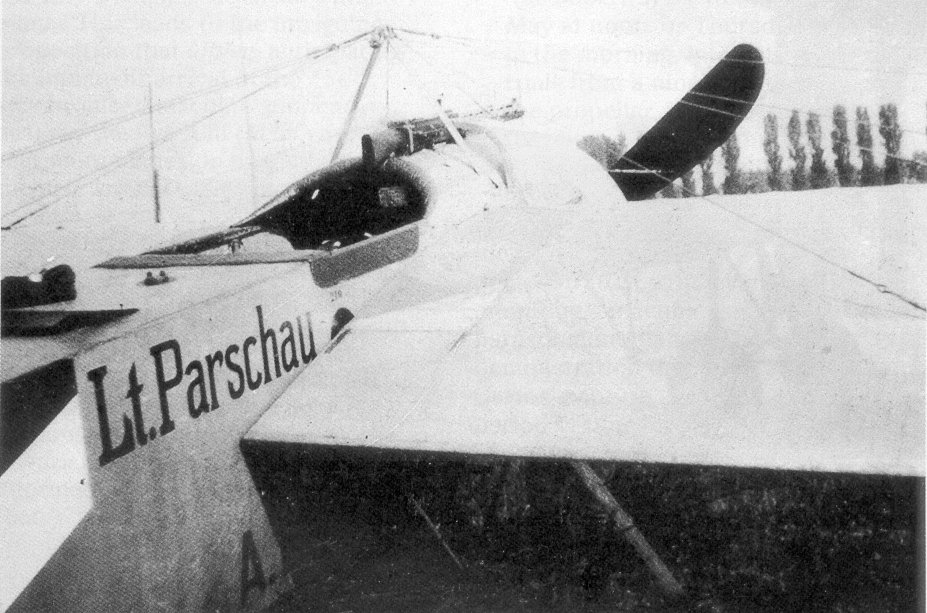
النموذج الأولي لخط مقاتلي فوكر إنديكر (s / n 216 ، Military s / n A.16 / 15) ، أول تصميم لطائرة مقاتلة بمدفع رشاش متزامن بنجاح. وتعلم بويلك تكتيكاته الجوية وهو تحلق بإحدى هذه الطائرات.

هناك إصدارات مختلفة من ديكتا.  ويختلف إصدار واحد عما سبق:
1. حاول دائمًا تأمين موقع يفيدك قبل الهجوم. وهاجم جواً قبل وأثناء الاقتراب من العدو من أجل مفاجأة العدو من الأعلى، والتصويب عليه بسرعة من الخلف عندما تكون لحظة الهجوم في متناول يديك.
2. حاول أن تضع نفسك بين الشمس والعدو. هذا يضع وهج الشمس في عيون العدو ويجعل من الصعب رؤيتك ويستحيل عليه إطلاق النار بأي دقة.
3. لا تطلق أسلحت الرشاشات حتى يصبح العدو في النطاق وهو بين مرمى بصرك.
4. هاجم عندما يكون العدو أقل توقعًا له أو عندما يكون منشغلًا بواجبات أخرى مثل المراقبة أو التصوير الفوتوغرافي أو القصف.
5. لا تدير ظهرك أبدًا وتحاول الهروب من مقاتل العدو. فإذا فوجئت بهجوم من خلفك، فاستدر وواجه العدو بأسلحتك.
6. ابق عينك على العدو ولا تسمح له بخداعك بحيله. فإذا بدا خصمك متضررًا، فاتبعه حتى ينهار للتأكد من أنه لا يزيف تضرره.
7. أعمال الشجاعة الحمقاء تجلب الموت فقط. فيجب أن يقاتل جاستا (السرب) كوحدة مع عمل جماعي وثيق بين جميع الطيارين. ويجب إطاعة أوامر قائدها.
8. بالنسبة لـستافيل (السرب): مبدأ الهجوم هو من مجموعات من أربعة أو ستة. وعندما تنقسم المعركة إلى سلسلة من المعارك الفردية، احرص على ألا يذهب العديد منكم لنفس الخصم.

لا يزال يمكن العثور على نسخة أخرى على الإنترنت.
إذا تم اتباع تكتيكات ديكتا بجد، فغالبًا ما أدت إلى نهج غير مرئي لهجوم مفاجئ. كما أظهرت دراسة تاريخية، فإن الحصول على الهجوم الأولى في الاشتباك يضمن لك هجومًا ناجحًا في أكثر من 80٪ من الوقت. 

## إرث
بعد كتابة ديكتا، تم تدريس تكتيكات بويلك في المدرسة المقاتلة التي اقترح تأسيسها. واقترح تنظيم الطائرات المقاتلة في أسراب. كما قام بتنظيم وقيادة أحد أسراب المقاتلات الألمانية الأصلية Jagdstaffel 2 . وبحلول الوقت الذي مات فيه في المعركة بعد فوزه الأربعين، كان قد درب تمامًا سربه في تكتيكاته. فأصبح جاستا2 واحدًا من أنجح أسراب مقاتلة ألمانية خلال الفترة المتبقية من الحرب، حيث سجل 336 انتصارًا، وحقق نسبة انتصار وصلت إلى 12 مقابل واحد. وثمانية من أعضائها الأصليين أصبحوا مقاتلين ساحقين. بإجمالاً، 25 ضربة ساحقة في جاستا2، مسجلة 90٪ من انتصاراتها. وأربعة من أعضائها اصبحو بمثابة جنرالات خلال الحرب العالمية الثانية. وكان هناك دوران ثابت لـ جاستا2 الساحقه في أوامر من أسراب أخرى؛ وكان أبرز مثال على ذلك مانفريد فون ريشتهوفن، الذي قاد كتيبة الساحقه في الحرب وتكليفه بقيادة أنجح سرب ألماني، جاستا 11. ونتيجة لمفاهيم بويلك التكتيكية، فرضت الخدمة الجوية الإمبراطورية الألمانية عبئًا أكبر على طائرات الحلفاء حتى نهاية الحرب. وعلى سبيل المثال، حصل جاستا2 على 46 انتصارًا لشهر سبتمبر 1918. 
وعندما اتخذ الألمان الخطوة المنطقية التالية في تنظيم أسراب مقاتلة الي مجناحه في يونيو 1917، تم اختيار ريشتهوفن لقيادتها. وقبل وفاته في 21 أبريل 1918، كتب ديكتا الخاص به لتكتيكات المقاتلات المجنحه.وأشارت إلى ديكتا بويلك.  
وخلال الأيام الأولى من الحرب العالمية الثانية، اعتنق جنوب إفريقيا سيلور مالان قواعده العشر للقتال الجوي. واتبعت هذه القواعد عن كثب ديكتا بويلك؛ وعلى سبيل المثال، القاعدة 5 «استدر وواجه الهجوم دائمًا» كان من الممكن رفعها من الديكتا. وتم توزيع قواعد مالان في جميع أنحاء سلاح الجو الملكي. 
وتطور دليل ديكتا بويلك البسيط بمرور الوقت إلى استخدام واسع النطاق للتكتيكات والتقنيات وأدلة الإجراءات للقوات الجوية في جميع أنحاء العالم. وكل من هيئة الأركان المشتركة للولايات المتحدة (JCS)، والبحرية الأمريكية (USN)، والقوات الجوية الأمريكية (USAF) لديها كتيبات التكتيكات الجوية الخاصة بها. وكانت تحت رعاية منظمة حلف شمال الأطلسي (الناتو)، تدرب القوات الجوية الأمريكية الطيارين المقاتلين الألمان والهولنديين والنرويجيين والتركيين والإيطاليين واليونانيين في قاعدة شيبارد الجوية، باستخدام كتيبات التكتيكات الجوية المنحدرة من ديكتا بويلك .  

### اقتباسات
1. ↑  Head (2016), pp. 14–15, 100–101.
2. ↑  Head (2016), pp. 58–59, 98.
3. ↑  Head (2016), p. 100.
4. ↑  Head (2016), pp. 59, 96–98.
5. 1 2  Head (2016).
6. ↑  Werner (1932), p. 209.
7. ↑  "Dicta Boelcke". Historic Wings. 2 أغسطس 2012. مؤرشف من الأصل في 2022-03-15. اطلع عليه بتاريخ 2017-12-23.
8. ↑  Head (2016), p. 99.
9. ↑  Head (2016), pp. 161, 172–174.
10. ↑  Head (2016), pp. 207–209.
11. ↑  Franks, Bailey & Guest (1993).
12. ↑  Douglas Tidy, "Biographies", Retrieved 22 January 2019. نسخة محفوظة 2021-01-26 على موقع واي باك مشين.
13. ↑  Franks (2001), p. 109.
14. ↑  Joe Pappalardo, 23 June 2014, "The Texas Air Base Where NATO Fighter Pilots Are Forged", Popular Mechanics Retrieved 24 August 2018. نسخة محفوظة 2022-04-18 على موقع واي باك مشين.

## فهرس
- Franks، Norman؛ Bailey، Frank W.؛ Guest، Russell (1993). Above the Lines: The Aces and Fighter Units of the German Air Service, Naval Air Service and Flanders Marine Corps, 1914–1918. London: Grub Street. ISBN:0-948817-73-9.
- Franks، Norman (2001). Sharks Among Minnows. London: Grub Street. ISBN:978-1-902304-92-2.
- Head، R. G. (2016). Oswald Boelcke: Germany's First Fighter Ace and Father of Air Combat. London: Grub Street. ISBN:978-1-910690-23-9.
- Van Wyngarden، Greg (2006). Early German Aces of World War I. Aircraft of the Aces No. 73. Oxford, UK: Osprey. ISBN:978-1-84176-997-4. مؤرشف من الأصل في 2023-06-01.
- Werner، Johannes (1932). Boelcke der Mensch, der Flieger, der Führer der deutschen Jagdfliegerei [Knight of Germany: Oswald Boelcke, German Ace]. Leipzig, Germany: K.F. Koehler Verlag. Havertown, PA: Casemate (2009), first edition (1985). (ردمك 978-1-935149-11-8).